# José Maluquer de Tirrell
José Maluquer de Tirrell (Balaguer, 1833-Barcelona, 1916) fue un político y jurista español, diputado durante el Sexenio Democrático y senador en las Cortes de la Restauración.

## Biografía
Nacido en 1833 en la localidad leridana de Balaguer, se hizo abogado en Barcelona. Se distinguió en la prensa jurídica desde muy joven. Dirigió la revista El Derecho y fue, en la Ciudad Condal, secretario de la Academia de Legislación y Jurisprudencia, y desempeñó este mismo cargo en su Sociedad Económica de Amigos del País. Se implicó en temas como la caridad, la creación de instituciones sociales del género de las bibliotecas populares y las reformas de la ley hipotecaria y del sistema penitenciario, siendo autor de varias obras sobre legislación penal e hipotecaria.
Diputado por el distrito de Castelltersol, se significó en las Cortes del Sexenio Revolucionario, siempre afiliado al partido constitucional. Ocupó altos cargos, desempeñando la Subsecretaría de Gracia y Justicia en 1871, además del de ministro del Tribunal de Cuentas en 1874. Representó a Lérida varias veces en el Senado y, más adelante, fue nombrado senador vitalicio, el 5 de septiembre de 1881. Defendió el ferrocarril de Noguera-Pallaresa, en cuyo favor logró agitar la opinión pública. Fue promotor fiscal, abogado y teniente fiscal. Padre de José Maluquer y Salvador, falleció el 23 de junio de 1916 en Barcelona.